# Antoine Vu Huy Chuong

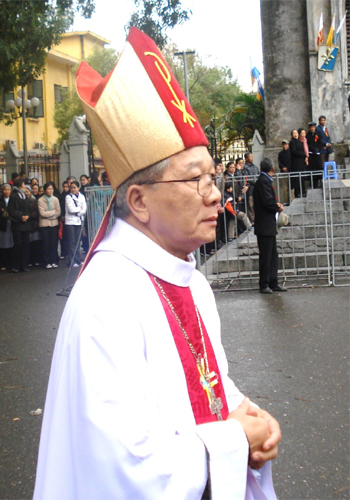
Bischof Antoine Vu Huy Chuong

Antoine Vu Huy Chuong (vietnamesisch: Antôn Vũ Huy Chương; * 14. September 1944 in Bến Thôn) ist ein vietnamesischer Geistlicher und emeritierter römisch-katholischer Bischof von Đà Lạt.

## Leben
Antoine Vu Huy Chuong empfing am 18. Dezember 1971 die Priesterweihe.
Papst Johannes Paul II. ernannte ihn am 5. August 2003 zum Bischof von Hưng Hóa. Die Bischofsweihe spendete ihm der Bischof von Nha Trang, Paul Nguyên Van Hòa, am 1. Oktober desselben Jahres; Mitkonsekratoren waren Emmanuel Lê Phong Thuân, Bischof von Cần Thơ, und Joseph Ngô Quang Kiêt, Bischof von Lạng Sơn und Cao Bằng. Als Wahlspruch wählte er xin vâng.
Am 1. März 2011 wurde er zum Bischof von Đà Lạt ernannt und am 17. März desselben Jahres in das Amt eingeführt.
Papst Franziskus nahm am 14. September 2019 seinen altersbedingten Rücktritt an.